# Eva Robin's
Eva Robin's, née Roberto Coatti le 10 décembre 1958 à Bologne en Italie, est une actrice et chanteuse italienne.

## Biographie
Roberto Coatti nait à Bologne, Italie, le 10 décembre 1958. Assignée garçon, elle se sait fille depuis son plus jeune âge. C'est lors d'un voyage, à 13 ans, alors qu'elle se laisse pousser les cheveux et les blondit, la faisant ainsi avoir un bon passing, qu'il prend la décision de transitionner.
À l'âge de 14 ans, il commence sa transition en se procurant des hormones grâce à l'aide d'un ami pharmacien,,.
Il choisit son nom Eva Robin's s'inspirant du personnage d'Eva Kant de la bande dessinée italienne Diabolik, car ses amis lui trouvent une ressemblance avec le personnage) et de l'écrivain Harold Robbins,.
Eva Robin's commence sa carrière artistique à 18 ans, en tournant des comédies espagnoles érotico-burlesques comme Desnuda inquietud (1976) et Evaman (1980, avec Ajita Wilson et Annj Goren), avant de faire un détour par la chanson en 1979 sous le pseudo de « Cassandra » (Disco panther) puis retourne en Italie pour une carrière cinématographique et télévisuelle traditionnelle.
Elle est bisexuelle, même si elle avoue avoir une préférence pour les hommes.

## Filmographie
Cinéma
- 1979 : La cerimonia dei sensi de Antonio D'Agostino
- 1980 : Eva Man (Due sessi in uno) (it) (Evaman, la máquina del amor (Espagne)) de Antonio D'Agostino (créditée Eva)
- 1982 : El regreso de Eva Man de Zacarías Urbiola : Eva (créditée Eva Coatti)
- 1982 : Ténèbres de Dario Argento (Eva Robins) : la fille sur la plage (créditée Eva Robins)
- 1983 : Hercule (Hercules) de Luigi Cozzi : Dédale (créditée Eva Robbins)
- 1985 : Les Aventures d'Hercule (Hercules II) de Luigi Cozzi : Dédale (créditée Eva Robbins)
- 1985 : Il Mondo dell'orrore di Dario Argento (Dario Argento's World of Horror) : elle-même
- 1987 : Mascara de Patrick Conrad
- 1989 : Le Roi blessé (Gioco al massacro / Massacre Play (titre international)) de Damiano Damiani
- 1994 : Elle ou lui (Belle al bar) de Alessandro Benvenuti : Giulia/Giulio
- 1996 : Lune et l'autre (Luna e l'altra)de Maurizio Nichetti
- 1998 : I miei più cari amici (it) de Alessandro Benvenuti
- 2003 : Cattive inclinazioni  de Pierfrancesco Campanella
- 2007 : Il segreto di Rahil (it) de Cinzia Bomoll
- 2007 : All'amore assente (it) de Andrea Adriatico
- 2007 : Tutte le donne della mia vita de Simona Izzo
- 2010 : Haute Infidélité (Alta infedeltà) de Claudio Insegno
- 2013 : Una notte agli studios de Claudio Insegno
- 2018 : Tu mi nascondi qualcosa (it) de Giuseppe Loconsole
- 2019 : Il conte magico de Marco Melluso et Diego Schiavo

Télévision
- 1987 : Lupo solitario (TV Series)
- 1991 : L'odissea (TV) : Sirena
- 2002 : Il bello delle donne Pola (trois saisons)
- 2007 : Di che peccato sei? (TV) (créditée Eva Robins)
- 2009 : « Quelli che... il calcio » (1 épisode) : elle-même

## Théâtre
- La Voix humaine, de Jean Cocteau, réalisé par Andrea Adriatico (1993)
- Ferita. Sguardo su una gente dedicato ad Adolf Hitler, réalisé par Andrea Adriatico (1995)
- Le Frigo, de Copi, réalisé par Andrea Adriatico (2005-2008, 2011-207)
- Othello Opera Rock, tiré de Othello de William Shakespeare, réalisé par Mario Coccetti (2006-2008)
- Otto donne e un mistero, de Robert Thomas, réalisé par Claudio Insegno (2007-2008)
- Le serve di Goldoni, de Alessandro Fullin, réalisé par Andrea Adriatico (2007)
- Madame, réalisé par Massimo Stinco (2008)
- Oh les beaux jours, de Samuel Beckett, réalisé par Andrea Adriatico (2009)
- Tout sur ma mère, de Pedro Almodóvar, texte théâtral de Samuel Adamson, réalisé par Leo Muscato (2010)
- L'avare, de Molière, réalisé par Andrea Buscemi (2010-2012, 2017, 2022)
- Le Marchand de Venise de William Shakespeare, adapté et réalisé par Andrea Buscemi (2011)
- L'omosessuale o la difficoltà di esprimersi, de Copi, réalisé par Andrea Adriatico (2012)
- Delirio di una trans populista. Un pezzo dedicato a Elfriede Jelinek, réalisé par Andrea Adriatico (2014-2019)
- Jackie e le altre. Un altro pezzo dedicato a Elfriede Jelinek, réalisé par Andrea Adriatico (2014)
- Un pezzo per sport. Un'altra visione su Elfriede Jelinek, réalisé par Andrea Adriatico (2014)
- Porta della Rocca Ostile, de Simona Vinci, réalisé par Andrea Adriatico (2016)
- Per amor del cielo, de Milena Magnani, réalisé par Andrea Adriatico (2016)
- La Cerisaie, de Anton Tchekhov, réalisé par Valter Malosti (2016)
- Lettres à Yves, de Pierre Bergé, réalisé par Roberto Piana (2018-2020, 2022)
- White Rabbit Red Rabbit, de Nassim Solemainpour (2020)
- Tiresia e altri prodigi, réalisé par Elena Serra (2021-2022)
- Evə, de Jo Clifford, réalisé par Andrea Adriatico (2021-2022)